# Bartholomäus Kilian (dit l'Ancien)
Ne pas confondre avec son petit-fils Bartholomäus Kilian (1630-1696).
Pour les articles homonymes, voir Kilian.
Bartholomäus Kilian, né en 1548 en Silésie et mort en 1588 à Augsbourg, est un orfèvre et un graveur.

## Biographie
Bartholomäus Kilian naît en 1548 en Silésie. Il est le premier d'une longue lignée d'artistes de la famille Kilian. Originaire de Silésie, il s'installe à Augsbourg. Trois de ses fils : Lukas, Wolfgang et Magnus, sont graveurs. On ne sait rien de ses œuvres. Il meurt en 1588 à Augsbourg, alors que ses enfants sont encore jeunes.